# Oktan Perm
L'Oktan Perm - en russe : Октан Пермь - est un club de hockey sur glace de Perm dans le Kraï de Perm en Russie. Il évolue dans la Pervaïa Liga.

## Historique
Le club est fondé en  2008.

## Palmarès
- Aucun titre.